# St. Valentin (Marzoll)

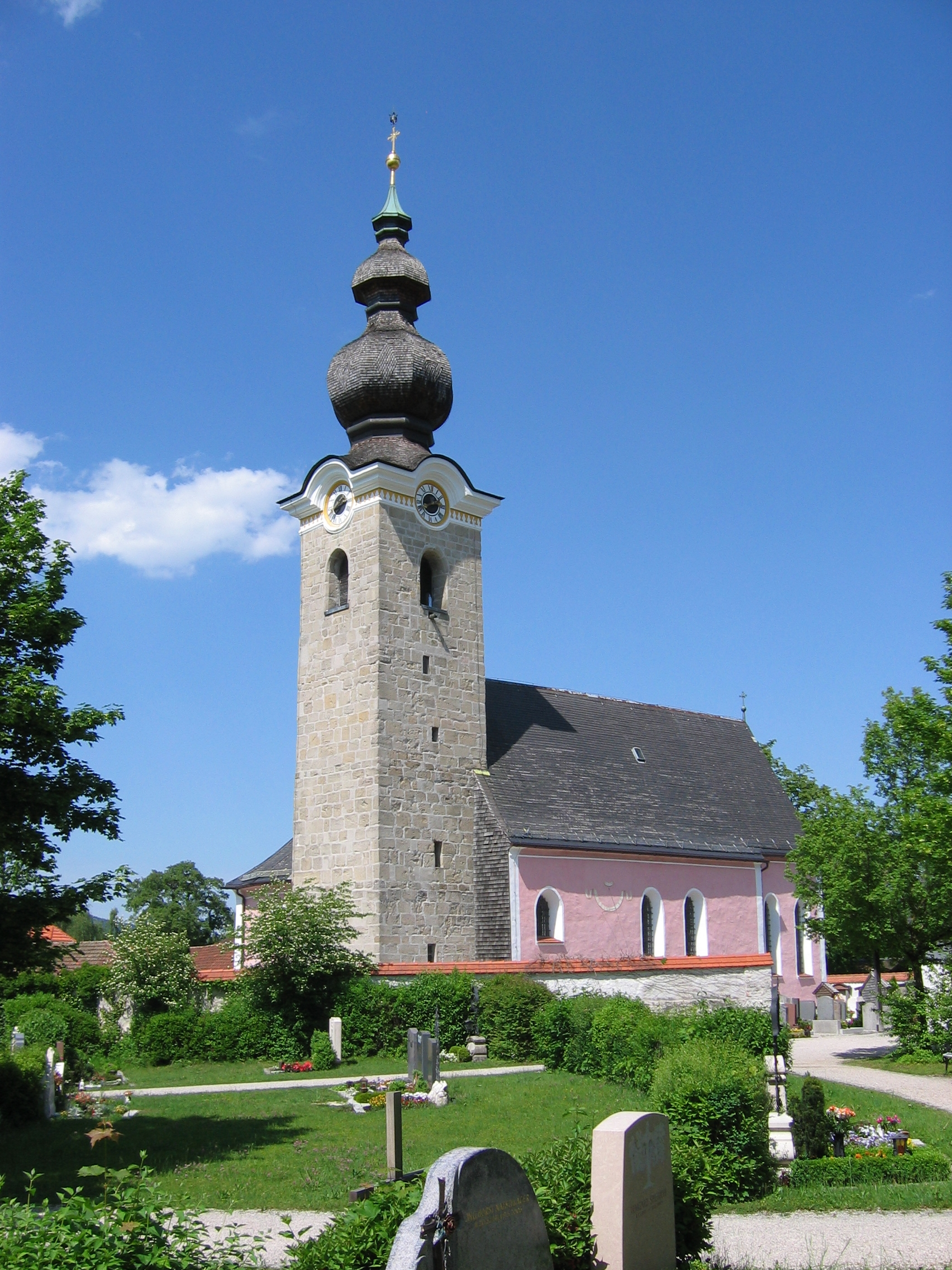
Pfarrkirche St. Valentin

Die Pfarrkirche St. Valentin ist eine katholische Kirche im Bad Reichenhaller Stadtteil Marzoll. Sie steht auf einer Anhöhe oberhalb von Schloss Marzoll inmitten des Friedhofs und wird derzeit von der Pfarrei St. Zeno in Bad Reichenhall seelsorglich betreut.

## Geschichte
Die Kirche und der Ortsteil wurden zum ersten Mal 788/90 in den Salzburger Güterverzeichnissen erwähnt.
Zunächst war die Kirche dem hl. Laurentius geweiht. Später, am 8. September 1142, wurde sie durch Bischof Hartmann von Brixen dem hl. Valentin von Terni geweiht. Diese Weihehandlung wurde am 9. April 1143 um eine zweite Konsekration Bischof Hartmanns ergänzt. Die Forschung nahm dies zum Anlass, eine „doppelgeschoßig ausgebildete Kirche“ anzunehmen. Die Weihe von 1142 habe demnach dem Untergeschoss der im Umbau befindlichen Kirche gegolten, jene von 1143 sei hingegen der „Hauptgeschoß und somit der Fertigstellung der Kirche zuzuordnen“.
Ab ungefähr 1140 gehörte sie als Filialkirche zum Augustiner-Chorherrenstift St. Zeno bei Reichenhall. Ab dem 14. Jahrhundert war sie dann eine Filialkirche der Pfarrei Gmain (Großgmain), die auch von St. Zeno seelsorglich betreut wurde. Von etwa 1500 bis in die Zeit der Säkularisation (1803) war die Kirche Ziel einer bedeutenden Wallfahrt zum Hl. Valentin, dem Patron gegen die Epilepsie und weitere Krankheiten. Die charakteristischen Opfergaben an den Hl. Valentin waren schwarze Hühner, die in einem Käfig hinter dem Altar eingesperrt wurden. Die meisten Wallfahrer kamen aus dem heutigen Flachgau und dem Rupertiwinkel. Der rege Zulauf machte die Kirche zur vermögendsten Wallfahrtskirche in der ganzen Umgebung. Daher konnten sämtliche Renovierungen und die Barockisierung aus eigenen Mitteln finanziert werden. Im Zug der Säkularisation wurde das Kloster St. Zeno aufgehoben. Bis 1808 gehörte die Südostecke Bayerns (östlich des Inn) kirchlich zum Erzbistum Salzburg, seither zu München-Freising. Die Erhebung von St. Valentin zur Pfarrkirche erfolgte 1809.
In ihrer langen Geschichte wurden an der Kirche zahlreiche Umbauten und bauliche Veränderungen vorgenommen, bis sie dem heutigen Zustand entsprach. So entstand an Stelle der 788/90 erwähnten Kirche bis 1142/43 ein romanischer Neubau, dessen Langhauswände zum Teil noch vorhanden sind. Ein Umbau im gotischen Stil, bei dem der Turm mit Spitzhelm und ein neuer Chor errichtet wurden, erfolgte im 15. Jahrhundert. Das heutige Erscheinungsbild des Gotteshauses mit Zwiebelturm und Barockfassade ist das Ergebnis der Barockisierung in der Mitte des 18. Jahrhunderts.

## Ausstattung

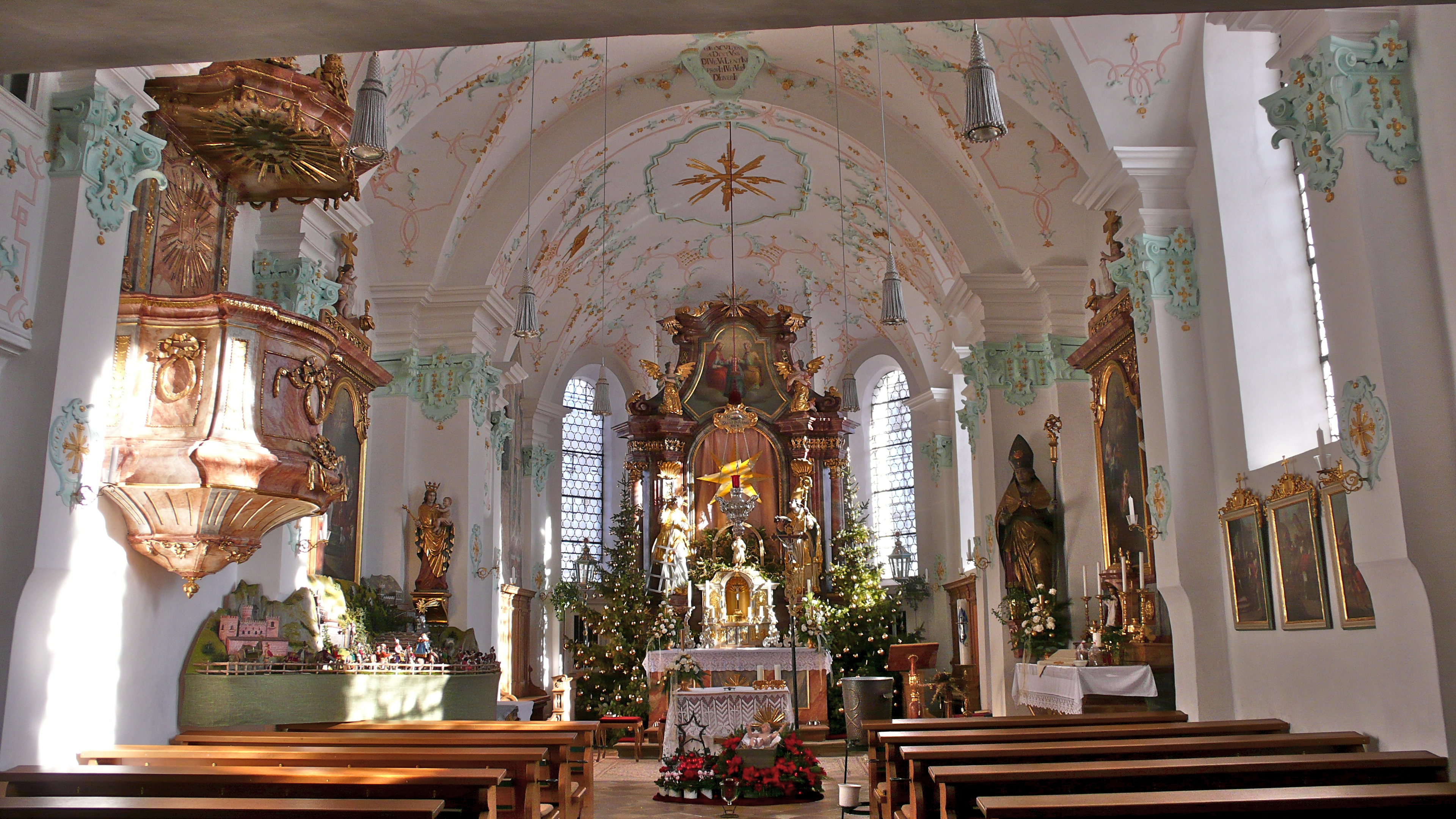
Innenraum in der Weihnachtszeit

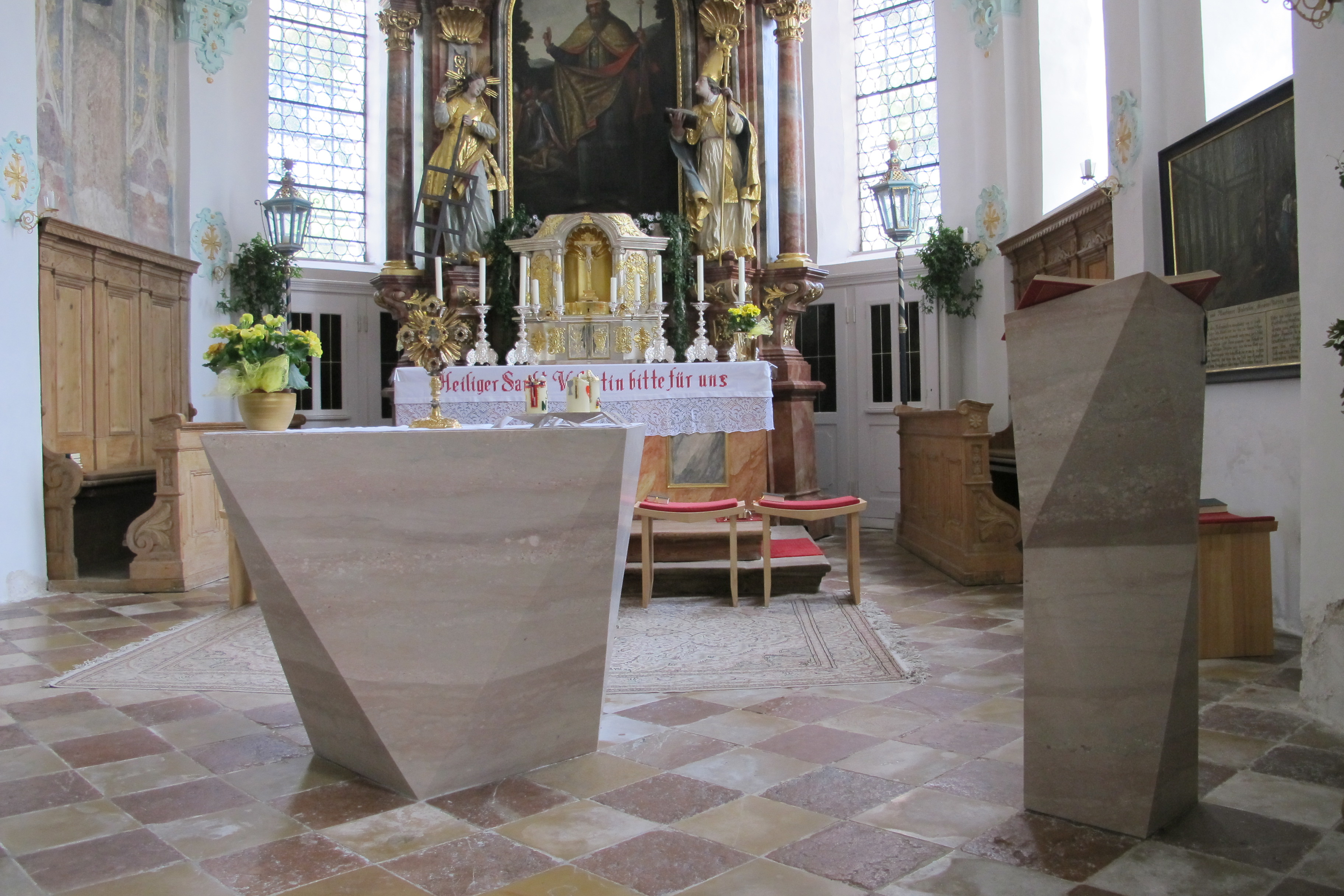
Volksaltar und Ambo aus den Jahren 2009 und 2010

Der Weg ins Innere der Kirche führt durch eine Vorhalle mit prächtigen Grabplatten der Schlossherren aus dem 15. bis 18. Jahrhundert (Familien Fröschl v. Marzoll, v. Freysing u. Aichach und Lasser v. Lasseregg). Durch das spätgotische Portal aus der Zeit um 1500 gelangt man in den Innenraum, den unter der Empore ein schmiedeeisernes Gitter von 1650 abschließt. Das Kircheninnere ist geprägt vom Rokokostuck des Salzburgers Benedikt Zöpf von 1748. Von Zöpf stammen u. a. auch die Stuckarbeiten in der Stiftskirche St. Peter in Salzburg. Anstelle von Deckenfresken hat Zöpf religiöse Symbole aus Stuck in den Umrahmungen angebracht: Das Auge Gottes, ein Jesusmonogramm (JHS) und ein Marienmonogramm. In den Zwickeln finden sich liturgische Gerätschaften, wie Weihrauchfass, Kelch, Buch usw. Die Verwendung solcher „lebloser“ Gegenstände zu Dekorationszwecken verweist bereits auf den klassizistischen Stil (vergl. Kanzelaufsatz). Den Hochaltar schuf 1729 der Salzburger Hoftischler Simon Thaddäus Baldauf. Die Figuren (1729) der hll. Laurentius (links) und Ulrich (rechts) stammen von dem Reichenhaller Bildhauer Johann Schwaiger. Die gemeinsame Darstellung der beiden Heiligen soll auf die Schlacht auf dem Lechfeld zurückgehen: Bischof Ulrich von Augsburg hatte im Jahr 955 seine Stadt erfolgreich gegen einen Überfall der Ungarn verteidigt; einen Tag später, am Tag des Hl. Laurentius (10. August), wurden sie durch ein Heer unter König Otto I. vernichtend geschlagen, wodurch die Gefahr weiterer Einfälle dieser Reiterhorden für immer gebannt war. Das Hochaltarbild eines unbekannten Malers um 1780 zeigt den Kirchenpatron Valentin. Zu seinen Füßen ist die Heilung eines Kranken durch ihn dargestellt. In einer Kartusche darüber ist der lateinische Text zu lesen: „Heiliger Valentin, Bischof und Märtyrer, Du Heil der Kranken!“ Im Auszug ist eine Marienkrönung dargestellt, die im 19. Jh. stark übermalt wurde. Hinter dem Hochaltar befand sich früher ein Käfig für die als Votive geopferten Hühner. An der linken Seitenwand neben dem Hochaltar wurden 1967 spätgotische Wandmalereien freigelegt, die auf ein ehemaliges Sakramentshäuschen an dieser Stelle hinweisen. Am Chorbogen steht rechts eine Plastik des Hl. Valentin von Hans Waldburger aus dem früheren Hochaltar von 1626. Von Waldburger stammte auch der alte Hochaltar in St. Peter in Salzburg. Das Fehlen von Attributen bei dieser Figur, ebenso wie bei der Darstellung auf dem Hochaltar, wirft die Frage auf, ob es sich dabei tatsächlich um Valentin von Terni handelt. Ikonographisch gesehen könnte es auch Valentin von Rätien sein, da auch dieser bei Epilepsie angerufen wurde. Darüber hinaus hat die Volksfrömmigkeit diese beiden Gestalten im Lauf der Jahrhunderte immer weiter vermischt. In die klassizistischen Seitenaltäre von 1819 wurden die Altarbilder der Vorgängeraltäre (von B. Werkstätter) aus dem Jahr 1747 übernommen. Sie zeigen links die Hl. Anna inmitten der heiligen Sippe und rechts Antonius von Padua vor Maria, Gott Vater und dem Hl. Geist. Am Chorbogen links steht eine Nachbildung der „Straßburger Madonna“ aus dem Jahr 1967. Die Kanzel von 1791 ist im Übergangsstil vom Rokoko zum Klassizismus gestaltet. Ebenfalls an der linken Langhauswand befinden sich zwei Oratorien (Logen) für die Schlossherrschaft. Die großen Kreuzwegbilder an den Wänden schuf der Salzburger Maler Benedikt Werkstätter im Jahr 1750. Die einzelnen Teile der Innenausstattung aus dem frühen Klassizismus sind gut auf die barocke Einrichtung abgestimmt. Daraus ergibt sich ein harmonischer Gesamteindruck. Im Jahr 2009 schuf der Bildhauer Johann Brunner den neuen Volksaltar aus Untersberger Marmor. Die Oberflächen von Altar und Mensa bestehen aus Dreiecken, Quadraten und Oktogonen und sollen die Auferstehung Jesu Christi sowie die Dreifaltigkeit darstellen. Der Ambo weist eine ähnliche geometrische Gestaltung in anderer Variation auf. Der Altar wurde im Februar 2010 von Erzbischof Reinhard Kardinal Marx konsekriert.

## Orgel

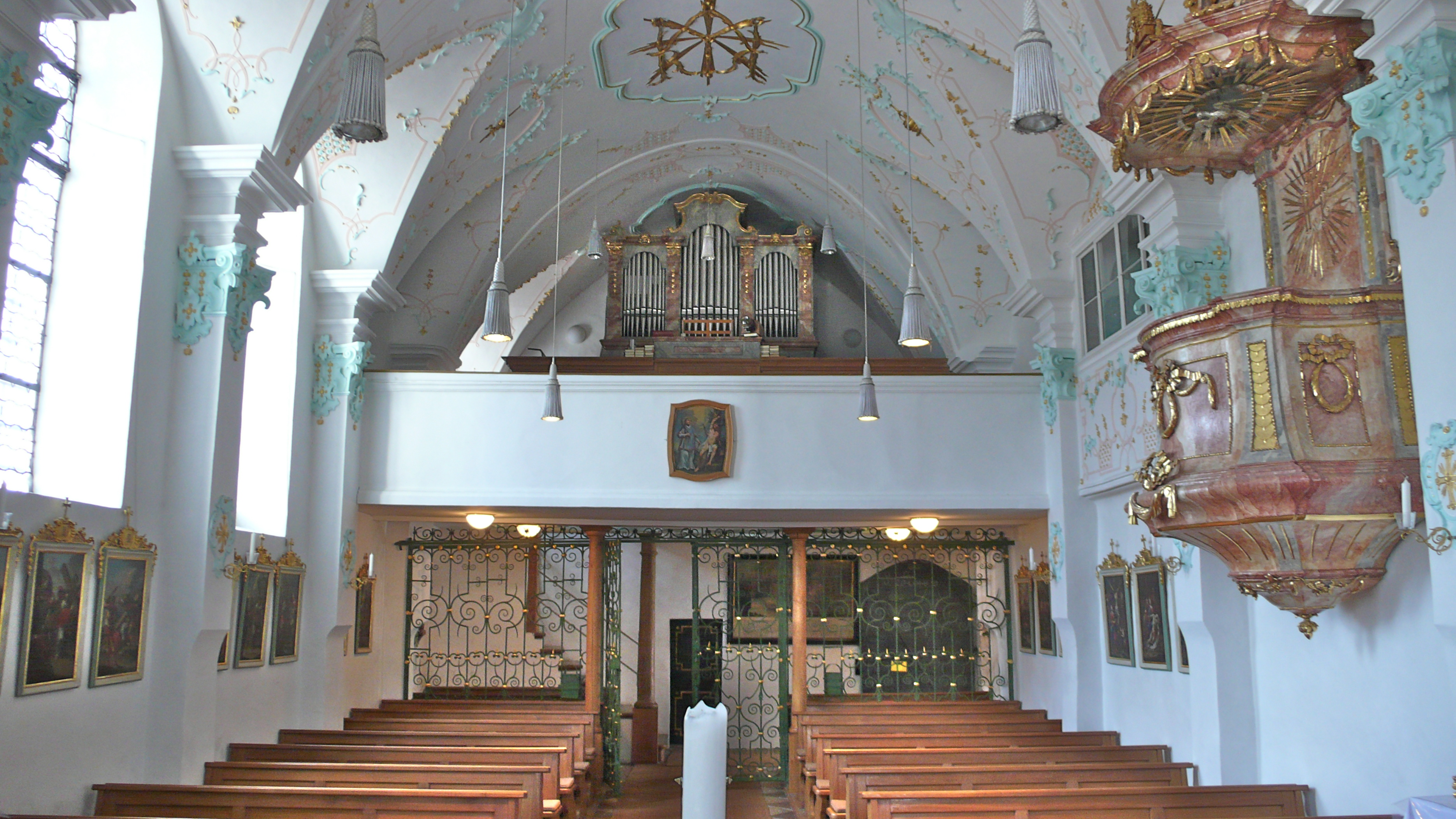
Blick zur Empore mit der Orgel

Die kleine spätromantische Orgel auf dem höchsten Punkt der gestaffelten rückseitigen Empore umfasst acht Register auf einem Manual und Pedal. Sie wurde 1889 von der Rosenheimer Orgelbauwerkstatt Müller & Hackl gefertigt. 1984 wurde das Instrument durch die Orgelbaufirma Sandtner (Dillingen) restauriert. Das Gehäuse ist von der Optik her barock.
Die Disposition lautet:
| Manual C–f3 |                     |    |
| 1.          | Principal           | 8′ |
| 2.          | Gedeckt             | 8′ |
| 3.          | Solisounal          | 8′ |
| 4.          | Octave              | 4′ |
| 5.          | Flöte (überblasend) | 4′ |
| 6.          | Mixtur              | 2′ |

| Pedal C–d1 |         |     |
| 7.         | Subbass | 16′ |
| 8.         | Cello   | 8′  |

- Koppeln: „Pedal-Coppel“ (als Zug)
- Spielhilfe: Tuttitritt unten (zum Einhängen)

Der Spieltisch steht vor dem Gehäuse mit Blickrichtung in den Altarraum.

## Glocken

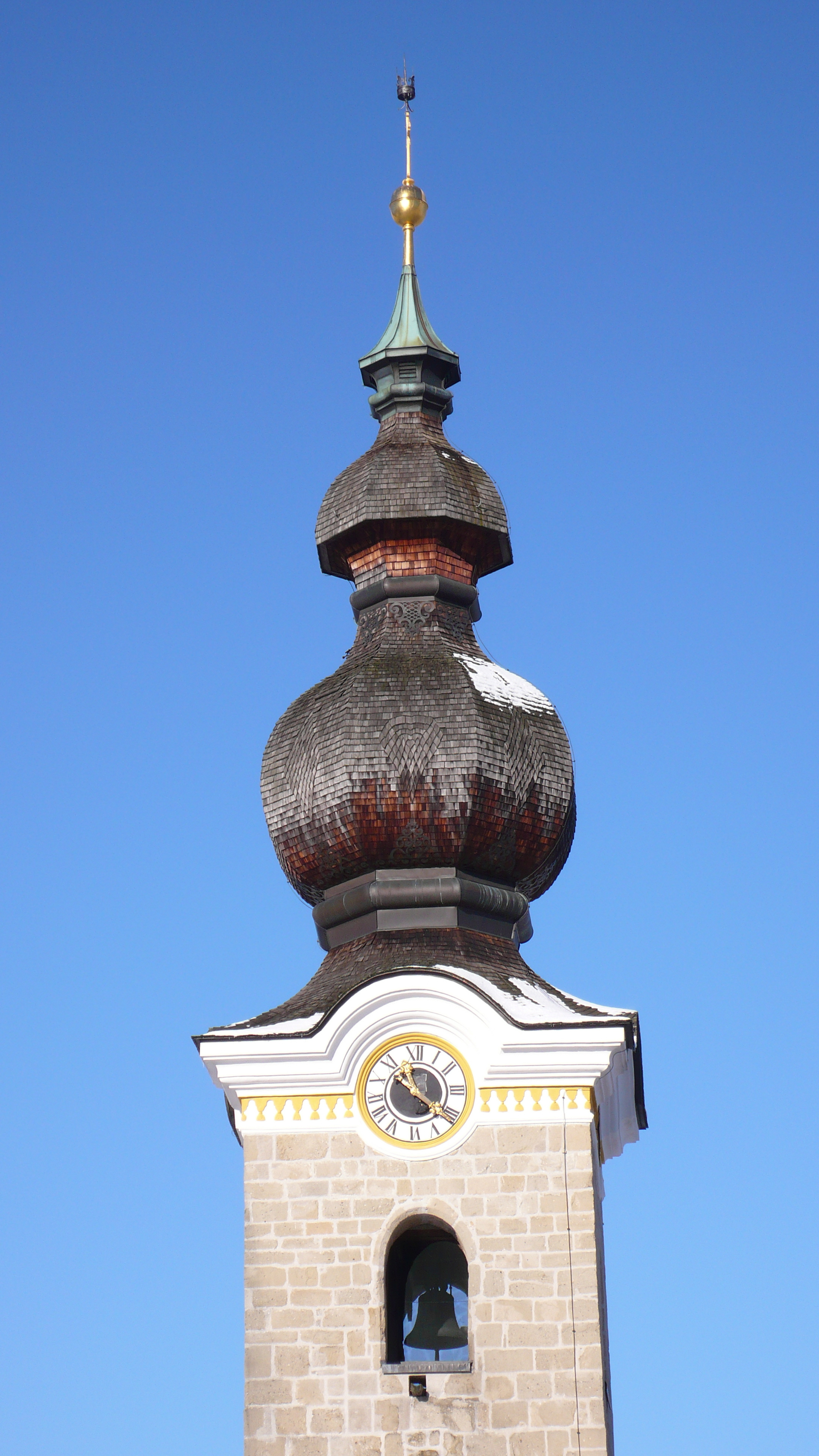
Turmspitze mit Glocke 1

Die offene Glockenstube des mächtigen Turmes beherbergt einen hölzernen Glockenstuhl, in dem drei Glocken untergebracht sind. Sie stammen alle drei aus der Glockengießerei Czudnochowsky (Erding). Gegossen wurden sie 1950 aus der Ersatzlegierung Euphon. Auf der Rückseite befindet sich auf allen dreien die Inschrift „Marzoll 1951“. Die Schultern schmückt ein Zierfries.
| Nr. | Gussjahr | Gießer, Gussort            | Nominal | Inschrift                        |
| 1   | 1950     | Karl Czudnochowsky, Erding | fis1    | „Ave Maria!“                     |
| 2   | 1950     | Karl Czudnochowsky, Erding | a1      | „Hl. Valentin, schütze Marzoll!“ |
| 3   | 1950     | Karl Czudnochowsky, Erding | h1      | „Requiescant in pace.“           |

Der Uhrschlag erfolgt auf Glocken 2 (1/4) und 1 (1/1).